# Herb Żukowa
Herb Żukowa – jeden z symboli miasta Żukowo i gminy Żukowo w postaci herbu.

## Wygląd i symbolika
Herb jest dwudzielny. Mniejsza tarcza herbowa jest barwy błękitnej. Widnieje na niej czarny gryf ze złotą koroną na głowie, trzymający złotą tarczę z czarną literą „Ż”.  Większa tarcza herbowa jest barwy białej. Widnieją na niej kwiatowe wzory haftu kaszubskiego.
Litera „Ż" odnosi się do nazwy miasta.